# Mighty Mo
Siala-Mou „Mighty Mo“ Siliga (* 8. Oktober 1970) ist ein samoanischer Kickboxer, Boxer und MMA-Kämpfer.
Er gewann das K-1 World Grand Prix Turnier 2004 in Las Vegas und das K-1 World Grand Prix Turnier 2007 in Hawaii.

## K-1-Karriere
Mighty Mo debütierte im Februar 2004 im K-1 bei der „K-1 Burning“-Veranstaltung in Japan gegen Hiraku Hori, den er in der vierten Runde mit einem rechten Haken k.o. schlug. Nachdem er im Halbfinale seines ersten Turniers gescheitert war, feierte er vier Monate später sein Comeback in Las Vegas. Dort gewann er zum ersten Mal ein K-1-Grand-Prix-Turnier, indem er Brecht Wallis in der zweiten Runde des Finales bezwang.
2007 kam Mo nach einjähriger Pause zurück zum K-1. In Yokohama, Japan trat er gegen Choi Hong-man, einen 218 cm großen Kämpfer aus Korea an. Mo konnte seine berüchtigte Rechte platzieren und war der Erste und bis zu diesem Zeitpunkt Einzige, der gegen Choi mit K. o. gewann. Damit brach er auch einen anderen Rekord. Noch nie hatte ein K-1-Kämpfer seinen Gegner trotz eines derartigen Größennachteils (33 cm) besiegen können. Allerdings wurde diese Marke im Dezember 2007 von Nicholas Pettas (178 cm) überboten, der den 217 cm großen Koreaner Kim Young-hyun (39 cm Größenunterschied) spektakulär niederschlug und durch K. o. besiegte.
Im April 2007 wurde Mighty Mo beim K-1 World Grand Prix 2007 Turnier in Hawaii als Top-Favorit gehandelt. Er konnte sich gegen alle drei Gegner mit K. o. durchsetzen und qualifizierte sich somit für die Ausscheidungskämpfe in Seoul, Korea.
Mo verlor die neu eingeführte K-1-Superschwergewichtsmeisterschaft gegen Semmy Schilt. Auch gegen den Deutschen Stefan „Blitz“ Leko erlitt er eine Punktniederlage.
Bei den Final Eliminations 2007 bekam Choi Hong-man seine Revanche. Mo verlor den Kampf einstimmig nach Punkten. Während des Kampfes bekam er einen unsauberen Tiefschlag ab und wurde fälschlicherweise vom Schiedsrichter angezählt. Der daraus resultierende Punkterückstand war entscheidend für die Niederlage. Nach dem Kampf sagte Mo in einem Interview: „Choi machte einen etwas stärkeren Eindruck auf mich. Ich habe ihn einige Male gut getroffen, sogar härter als im letzten Kampf, und er ging nicht zu Boden, was mich überraschte. Er hat anscheinend dafür trainiert Schläge besser wegstecken zu können. Ich fühle mich benachteiligt und hätte gewinnen müssen. Die Schiedsrichter waren parteiisch. Choi muss sich eine neue Technik für Schläge unter der Gürtellinie angeeignet haben. Das nächste Mal verwende ich einen besseren Tiefschutz. Und ich möchte das nächste Mal nicht in Korea gegen ihn kämpfen.“
Am 2. Oktober 2010 nahm Mo überraschend an den Final Eliminations in Seoul teil. Er sprang für Ruslan Karajew ein, der aufgrund einer Grippe nicht teilnehmen konnte. Sein Gegner war der junge Raul Catinas. Mo hatte nicht genügend Zeit sich richtig auf den Kampf vorzubereiten, konnte aber dank eines Niederschlages in der ersten Runde den Kampf nach Punkten für sich entscheiden. Damit stand er überraschend im K-1 World Grand Prix 2010.
Am 11. Dezember 2010 traf Mo beim World Grand Prix 2010 im ersten Kampf des Turnieres auf Peter Aerts. Dieser Kampf war eine Revanche von 2005 in dem Mo gegen Aerts verlor. Doch auch in diesem Kampf konnte Mo nicht an die technische Klasse von Aerts heranreichen und verlor den Kampf nach 2 Minuten und 30 Sekunden durch K. o.
Am 2. März 2012 kämpfte er während der Steko’s Fight Night gegen den WKA-Weltmeister Florian Pavic um die WKA-Weltmeisterschaft bis 95 kg. Er unterlag hierbei nach 5 × 3 Minuten nach Punkten.

## Titel
- 2007 K-1 World Grand Prix Champion in Hawaii
- 2004 K-1 World Grand Prix II Champion in Las Vegas
- U.A.G.F. Heavy Weight Champion
- North West Toughman Champion

## K-1 Kampfstatistik
| 32 Siege (26 KO's, 6 Punktsiege), 8 Niederlagen |            |                       |                                             |                       |       |      |
| Datum                                           | Ergebnis   | Gegner                | Veranstaltung                               | Durch                 | Runde | Zeit |
| 13.4.2008                                       | Niederlage | Keijiro Maeda         | K-1 World GP 2008 in Yokohama, Japan        | Punktsieg             | 4     | 3:00 |
| 8.12.2007                                       | Niederlage | Paul Slowinski        | K-1 World GP 2007 Final, Japan              | TKO                   | 2     | 0:50 |
| 29.9.2007                                       | Niederlage | Choi Hong-man         | K-1 World GP 2007 in Seoul Final 16, Korea  | Mehrheitsentscheid    | 3     | 3:00 |
| 11.8.2007                                       | Niederlage | Stefan Leko           | K-1 World GP 2007 in Las Vegas, USA         | Punktsieg             | 3     | 3:00 |
| 23.6.2007                                       | Niederlage | Semmy Schilt          | K-1 World GP 2007 in Amsterdam, Niederlande | Punktsieg             | 3     | 3:00 |
| 28.4.2007                                       | Sieg       | Aleksander Pitchkunov | K-1 World GP 2007 in Hawaii, Hawaii         | KO                    | 3     | 0:46 |
| 28.4.2007                                       | Sieg       | Jan Nortje            | K-1 World GP 2007 in Hawaii, Hawaii         | KO                    | 2     | 1:50 |
| 28.4.2007                                       | Sieg       | Kim Kyoung-Suk        | K-1 World GP 2007 in Hawaii, Hawaii         | KO                    | 1     | 1:37 |
| 3.4.2007                                        | Sieg       | Choi Hong-man         | K-1 World GP 2007 in Yokohama, Japan        | KO                    | 2     | 0:50 |
| 4.11.2006                                       | Sieg       | Abdel Lamidi          | K-1 Fighting Network 2006 in Riga, Latvia   | KO                    | 1     | 2:17 |
| 30.7.2006                                       | Niederlage | Remy Bonjasky         | K-1 World GP 2006 in Sapporo, Japan         | Punktsieg             | 2     | 3:00 |
| 23.9.2005                                       | Niederlage | Peter Aerts           | K-1 World GP 2005 in Osaka, Japan           | KO                    | 2     | 0:42 |
| 13.8.2005                                       | Sieg       | Francois Botha        | K-1 World GP 2005 in Las Vegas II, USA      | TKO (3 Niederschläge) | 1     | 1:20 |
| 30.4.2005                                       | Sieg       | Remy Bonjasky         | K-1 World GP 2005 in Las Vegas, USA         | Punktsieg             | 3     | 3:00 |
| 4.12.2004                                       | Niederlage | Kaoklai Kaennorsing   | K-1 World Grand Prix 2004, Japan            | KO                    | 1     | 2:40 |
| 25.9.2004                                       | Sieg       | Gary Goodridge        | K-1 World Grand Prix 2004 in Tokyo, Japan   | TKO (3 Niederschläge) | 1     | 2:58 |
| 7.8.2004                                        | Sieg       | Brecht Wallis         | K-1 World GP 2004 in Las Vegas II, USA      | KO                    | 2     | 2:55 |
| 7.8.2004                                        | Sieg       | Scott Lighty          | K-1 World GP 2004 in Las Vegas II, USA      | KO                    | 1     | 1:29 |
| 7.8.2004                                        | Sieg       | Sergei Gur            | K-1 World GP 2004 in Las Vegas II, USA      | Punktsieg             | 3     | 3:00 |
| 30.4.2004                                       | Niederlage | Dewey Cooper          | K-1 World GP 2004 in Las Vegas, USA         | Punktsieg             | 3     | 3:00 |
| 30.4.2004                                       | Sieg       | Carter Williams       | K-1 World GP 2004 in Las Vegas, USA         | TKO                   | 3     | 1:52 |
| 15.2.2004                                       | Sieg       | Hiraku Hori           | K-1 Burning 2004, Okinawa, Japan            | KO                    | 4     | 1:22 |

### MMA Kampfstatistik
| 3 Siege (3 KO's, 0 Punktsiege), 0 Niederlagen |          |                 |                                 |       |       |      |
| Datum                                         | Ergebnis | Gegner          | Veranstaltung                   | Durch | Runde | Zeit |
| 2.6.2007                                      | Sieg     | Ruben Villareal | K-1 Dynamite!! USA              | TKO   | 1     | 1:33 |
| 12.3.2007                                     | Sieg     | Min Soo Kim     | K-1 Heros, Japan                | TKO   | 1     | 2:37 |
| 12.10.2003                                    | Sieg     | Mark Smith      | UAGF 4 Ultimate Cage Fighting 4 | KO    | 2     |      |

### Boxkämpfe
| 2 Siege (2 KO's, 0 Punktsiege), 1 Niederlagen |            |                     |                                      |           |       |      |
| Datum                                         | Ergebnis   | Gegner              | Veranstaltung                        | Durch     | Runde | Zeit |
| 8.2.2007                                      | Sieg       | William Jackson     | Marriott Hotel, USA                  | KO        | 1     |      |
| 17.11.2006                                    | Sieg       | Christopher Valente | Morongo Casino Resort & Spa, USA     | KO        | 1     |      |
| 18.5.2006                                     | Niederlage | Lamar Stephens      | Hard Rock Live Arena, Hollywood, USA | Punktsieg | 6     |      |